# Pantolyta fuscipes
Pantolyta fuscipes är en stekelart som beskrevs av Jean-Jacques Kieffer 1908. Pantolyta fuscipes ingår i släktet Pantolyta, och familjen hyllhornsteklar. Arten är reproducerande i Sverige.